# Norlandair

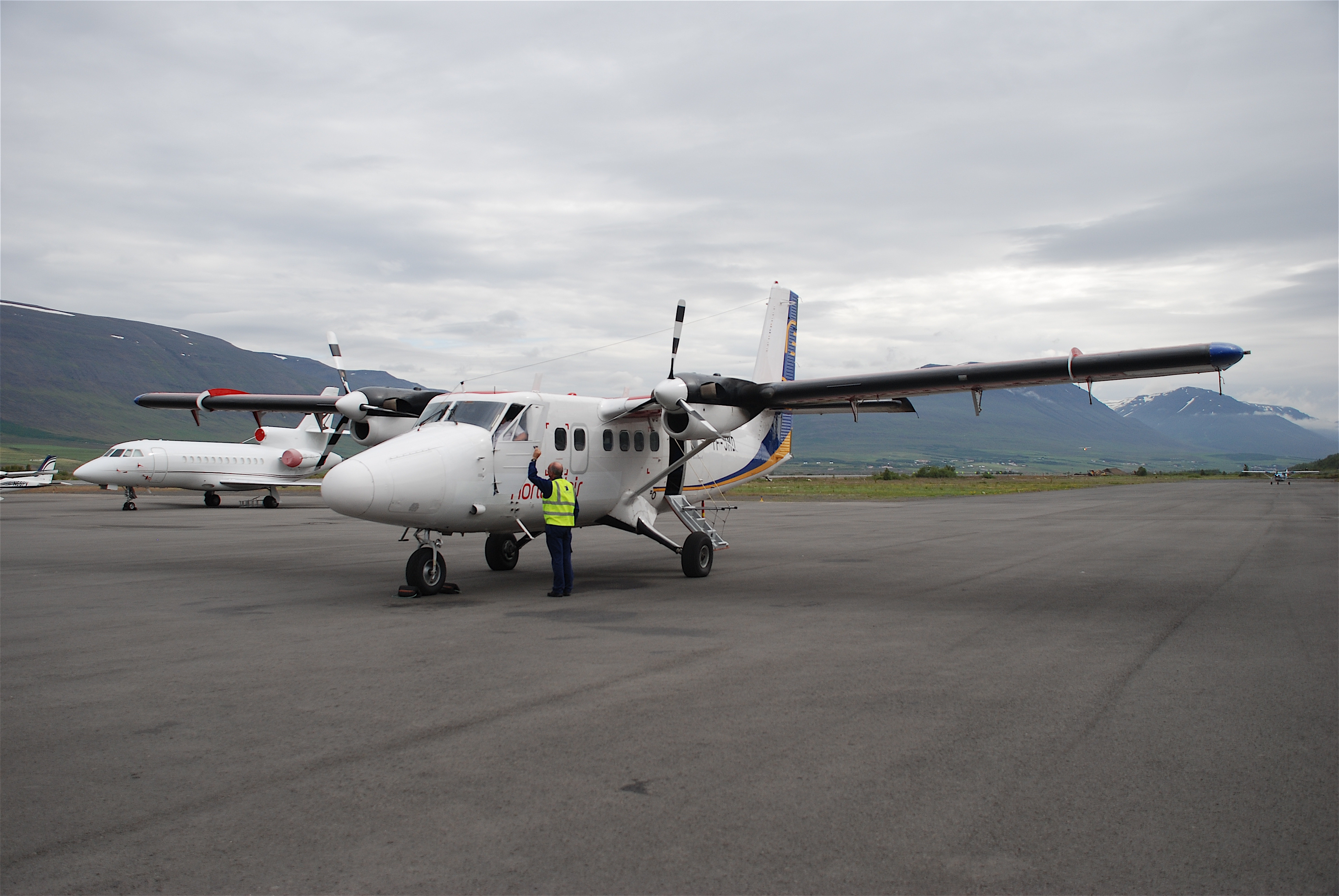
Twin Otter de Norlandair.

Norlandair es una aerolínea de Islandia. Fue fundada el 1 de junio de 2008 cuando adquirió las operaciones de Twin Otter de Air Iceland. Tiene su sede en Akureyri. 

## Historia
Las raíces de la compañía se remontan a 1974 cuando un grupo de profesionales compró North Air, con sede en Akureyri. En 1975 Icelandair compró parte de la empresa. Por esa época, la empresa compró un Twin Otter que se usa para vuelos chárter a la costa oriental de Groenlandia.
En 1997, Norlandair y los vuelos nacionales de Icelandair se fusionaron y se renombró Air Iceland. El departamento de vuelos chárter tuvo su sede en Akureyri.
Su flota incluye tres aviones de Havilland Canada DHC-6 Twin Otters, entre ellos uno que le compró a Air Greenland en 2011. Además, opera tres Beechcraft Super King Air y un Gippsland GA8.
Norlandair tiene tres destinos, Grímsey, Vopnafjörður y Þórshöfn, a donde vuela en código compartido con Air Iceland. También opera varios vuelos chárter en Islandia y Groenlandia, hacia el archipiélago Svalbard y otras regiones árticas.

## Destinos
Norlandair opera en la actualidad (octubre de 2024) los siguientes destinos regulares:
| Países      | Destinos     | Aeropuertos                 |
| ----------- | ------------ | --------------------------- |
| Groenlandia | Sermersooq   | Aeropuerto Nerlerit Inaat   |
| Islandia    | Akureyri     | Aeropuerto de Akureyri HUB  |
| Islandia    | Bíldudalur   | Aeropuerto de Bíldudalur    |
| Islandia    | Gjögur       | Aeropuerto de Gjögur        |
| Islandia    | Grímsey      | Aeropuerto de Grímsey       |
| Islandia    | Reikiavik    | Aeropuerto de Reikiavik HUB |
| Islandia    | Þórshöfn     | Aeropuerto de Þórshöfn      |
| Islandia    | Vopnafjörður | Aeropuerto de Vopnafjörður  |

## Flota
La flota de Norlandair está compuesta por las siguientes aeronaves:
| Aeronaves                            | En servicio | Pedidos | Pasajeros (clase única)                              | Matrículas                                           | Antigüedad                                           |
| ------------------------------------ | ----------- | ------- | ---------------------------------------------------- | ---------------------------------------------------- | ---------------------------------------------------- |
| Beechcraft Super King Air            | 3           | —       | 13                                                   | TF-NLA                                               | 27 años                                              |
| Beechcraft Super King Air            | 3           | —       | 13                                                   | TF-NLB                                               | 25 años                                              |
| Beechcraft Super King Air            | 3           | —       | 13                                                   | TF-NLE                                               | 19 años                                              |
| De Havilland Canada DHC-6 Twin Otter | 3           | —       | 19                                                   | TF-POF                                               | 55,4 años                                            |
| De Havilland Canada DHC-6 Twin Otter | 3           | —       | 19                                                   | TF-NLC                                               | 50,5 años                                            |
| De Havilland Canada DHC-6 Twin Otter | 3           | —       | 19                                                   | TF-NLD                                               | 48,7 años                                            |
| Gippsland GA8                        | 1           | —       | 7                                                    | TF-CAB                                               | 9,4 años                                             |
| Total                                | 7           | —       | Edad media de la flota (octubre de 2024): 33,6 años. | Edad media de la flota (octubre de 2024): 33,6 años. | Edad media de la flota (octubre de 2024): 33,6 años. |